# Fleury (Mozela)
Fleury – miejscowość i gmina we Francji, w regionie Grand Est, w departamencie Mozela.
Według danych na rok 1990 gminę zamieszkiwało 926 osób, a gęstość zaludnienia wynosiła 95 osób/km² (wśród 2335 gmin Lotaryngii Fleury plasuje się na 387. miejscu pod względem liczby ludności, natomiast pod względem powierzchni na miejscu 617.).